# Palise
Palise település Franciaországban, Doubs megyében. Lakosainak száma 145 fő (2022. január 1.). Palise Aulx-lès-Cromary, Venise, Vieilley és Cromary községekkel határos.

## Népesség
A település népességének változása:
| Lakosok száma | 40   | 61   | 67   | 111  | 139  | 140  | 141  | 141  | 142  | 145  |
|               | 1968 | 1982 | 1990 | 2006 | 2013 | 2015 | 2017 | 2019 | 2020 | 2022 |